# Цинке, Олаф
О́лаф Ци́нке (нем. Olaf Zinke; 9 октября 1966, Бад-Мускау) — немецкий конькобежец, олимпийский чемпион.
Олаф Цинке дебютировал на международных соревнованиях в 1986 году. Он лишь дважды побеждал на кубке мира. В общем зачете кубка мира 1990 года Цинке был третьим на дистанции 1000 метров и четвёртым на дистанции 1500 метров.
Высшим достижением Цинке является неожиданная победа на дистанции 1000 метров на олимпийских играх в 1992 году в Альбервиле. Цинке на одну сотую секунды опередил второго призёра Ким Юн Мана из Южной Кореи. Результат Цинке — 1:14,85. На дистанции 1500 метров Цинке занял шестое место (1:56,74).
Цинке участвовал также в Олимпиаде в 1994 году в Лиллехаммере, но с результатом 1:54,66 занял лишь 13-е место на дистанции 1500 метров.
В 1994 году Цинке закончил карьеру конькобежца.

## Лучшие результаты
Лучшие результаты Олафа Цинке на отдельных дистанциях:
- 500 метров — 37,74 (10 марта 1990 года, Херенвеен)
- 1000 метров — 1:14,53 (10 марта 1990 года, Херенвеен)
- 1500 метров — 1:53,64 (4 декабря 1993 год,  Хамар)
- 3000 метров — 4:06,71 (18 января 1992 год, Давос)
- 5000 метров — 7:04,23 (25 марта 1988 год, Медео)
- 10000 метров — 15:00,60 (25 марта 1988 год, Медео)
- Сумма спринтерского многоборья — 151,880 (17 марта 1993 года, Инцелль)
- Сумма многоборья — 165,219 (26 марта 1988 года, Медео)